# Alois Kieslinger

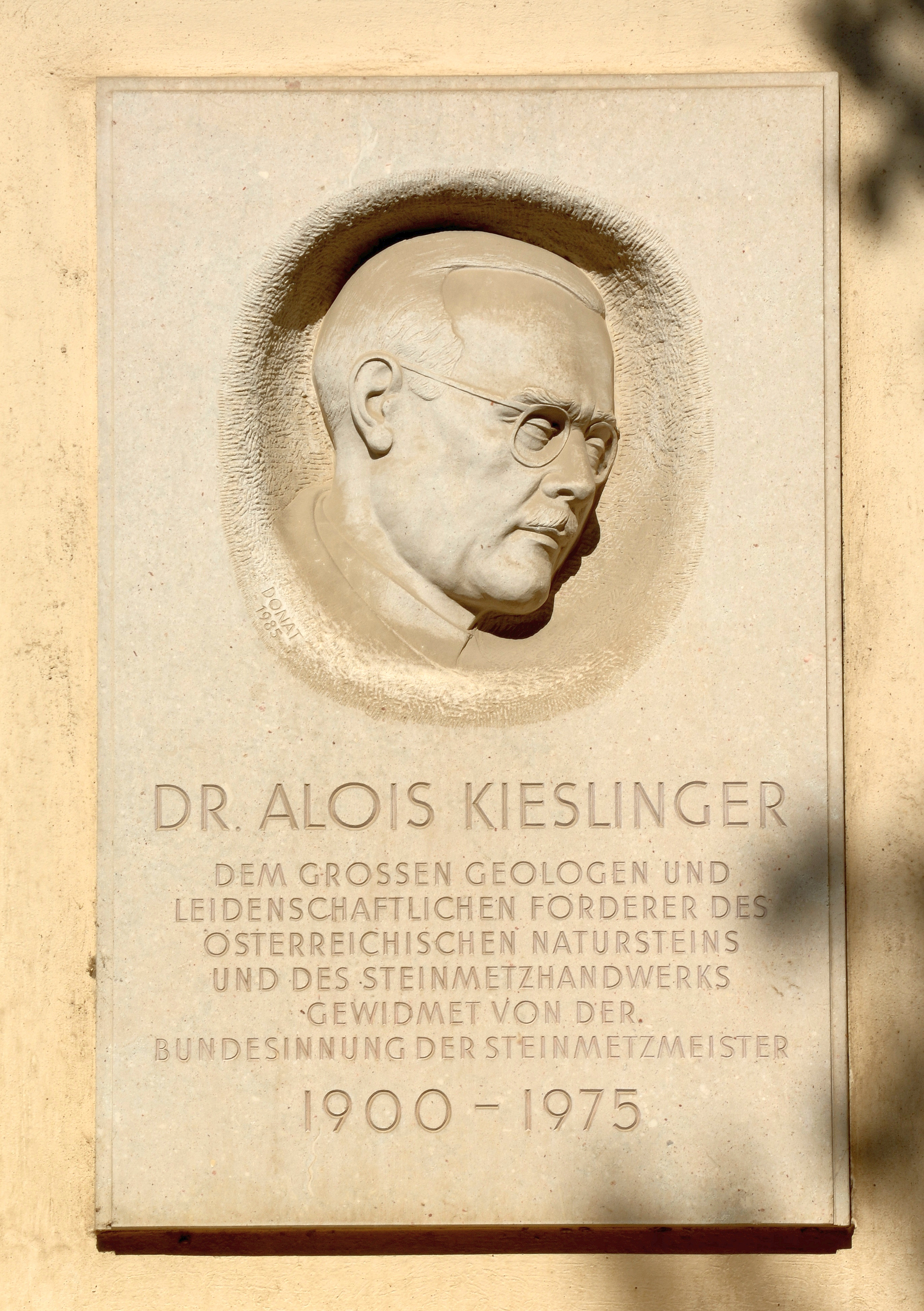
Gedenktafel für Alois Kieslinger im Hof der TU Wien

Alois Kieslinger (* 1. Februar 1900 in Wien; † 1. Juni 1975 ebenda) war ein österreichischer Geologe und Paläontologe mit Schwerpunkt Angewandte Geologie und Petrographie. Er wurde Professor und wird in Österreich als „neuer Vermittler zwischen Geologie und Kunst“ und als Mitbegründer der Kulturgeologie angesehen.

## Frühes Leben
Über das frühe Leben von Kieslinger ist wenig bekannt. Die Familie von Alois Kieslinger stammte aus der Südwest-Steiermark aus Eibiswald am Fuße der Koralm. Der Sohn des Ministerialrates Ing. Franz Kieslinger besuchte das Schottengymnasium in Wien, wo er seine Matura mit Auszeichnung bestand. Seine humanistische Ausbildungsstätte und das kunsthistorische Interesse nächster Verwandter, wie seines älteren Bruders Franz Kieslinger, waren von großem Einfluss auf seinen Lebensweg. Anschließend studierte er Geologie.

## Berufsleben
Kieslinger promovierte und war sogleich als Assistent am Paläontologischen Institut der Universität Wien tätig, führte aber auch geologische Aufnahmen, vor allem im Golderz-Gebiet der Hohen Tauern, durch. 1930 habilitierte er sich an der Technischen Hochschule Wien für Geologie, wo er 1937 eine Anstellung und den Titel eines Außerordentlichen Professors erhielt.
Zwischen 1938 und 1945 war er Mitarbeiter des Reichsamtes für Bodenforschung, Zweigstelle Wien und schuf eine Kartei der Steinbrüche für Österreich und später für das ganze damalige Reichsgebiet. Mehrere Anträge auf Mitgliedschaft in der NSDAP wurden zurückgewiesen. 1942 wurde er zur Organisation Todt einberufen, wo er als Bauleiter bei der Schlacht um Narvik mit der Einsatzgruppe Wiking für den Bau von U-Bootbunkern in einem Granitvorkommen tätig war. Nach dem Ende des Krieges befand er sich anderthalb Jahre vom 10. Mai 1945 bis zum Dezember 1946 in englischer Kriegsgefangenschaft.
Ab 1946 war er Geologe des Bundesdenkmalamtes, bis er im Oktober 1949 als Außerordentlicher Professor mit der Leitung des traditionsreichen Institutes für Geologie der Technischen Hochschule Wien betraut wurde. Ab 1954 war er Ordentlicher Hochschulprofessor und 1970 erfolgte seine Emeritierung. Er wurde am Hernalser Friedhof in einem ehrenhalber gewidmeten Grab  bestattet.

## Wirken
Er erschloss sich das Gebiet der Angewandten Geologie und Petrographie, das seine vorherrschenden Arbeitsgebiete wurden. Seine Kenntnisse über die technische Gesteinskunde mit einem anfänglichen Schwerpunkt Verwitterungserscheinungen führten ihn 1931 als Berater zur Natursteinrestaurierung des Parthenon auch nach Athen und zu seiner Veröffentlichung Zerstörungen an Steinbauten, ihre Ursachen und ihre Abwehr (1932), das heute noch Gültigkeit hat und nur einiger Ergänzungen bedurfte, die sich aus den in der Zwischenzeit veränderten Umweltbedingungen, vor allem der Großstädte, ergaben.
Die Beschäftigung mit der Gesteinsverwitterung und sein kunsthistorisches Interesse führten ihn zu einem frühzeitigen und lebenslangen Kontakt mit der Denkmalpflege, wo er sich mit der Geologie der Steinbrüche, Steingewinnung und Steinbearbeitung beschäftigte. Ausgehend vom Wiener Stephansdom, bei dessen Wiederaufbau Kieslinger sein ganzes Wissen und Können einbrachte, wobei diese Arbeiten letztlich die Grundlage für sein Buch Die Steine von St. Stephan (1949) darstellten, als er sich mit der Schnittstelle zwischen Gestein, Nutzung, Baugeschichte und Verwitterung befasste. Von besonderer Bedeutung ist das Monumentalwerk Die Steine der Wiener Ringstraße (1972) und seine Monographie der nutzbaren Gesteine der Bundesländer Kärnten (1956) und Salzburg (1964).
Für seine Arbeiten erhielt er zahlreiche Ehrungen, unter anderem von geologischen, kulturellen Institutionen und Naturstein-Fachverbänden in Österreich und Deutschland. Im Jahr 1968 wurde er zum Mitglied der Leopoldina gewählt.

## Werk
Kieslinger verfasste acht Monographien und 328 Einzelveröffentlichungen.
- Zerstörungen an Steinbauten. Ihre Ursachen und ihre Abwehr. Deuticke, Wien 1932.
- Die Steine von St. Stephan. Hrsg. v. Verein f. Denkmalpflege in Wien und vom Bundesdenkmalamt. Herold, Wien 1949.
- Gesteinskunde für Hochbau und Plastik. Fachkunde für Steinmetzen, Bildhauer, Architekten und Baumeister. Österreichischer Gewerbeverlag, Wien 1951.
- Der Bau von St. Michael in Wien und seine Geschichte, u. a. Erdbeben 1590, Sonderdruck aus dem Jahrbuch des Vereines für Geschichte der Stadt Wien, Bd. 10, 1952/53.
- Die nutzbaren Gesteine Kärntens. Naturwiss. Verein für Kärnten, Klagenfurt 1956.
- Die nutzbaren Gesteine Salzburgs (= Ergänzungsband der Mitteilungen der Gesellschaft der Salzburger Landeskunde. Band 4). Das Berglandbuch, Salzburg 1964.
- Die nutzbaren Gesteine Salzburgs. Das Berglandbuch. Salzburg/Stuttgart 1964.
- Die Wiener Ringstrasse. Bild einer Epoche. Band IV: Die Steine der Wiener Ringstrasse. Franz Steiner Verlag, Wiesbaden 1972.

## Würdigung
Zu Ehren von Alois Kieslinger und Josef Schadler errichteten oberösterreichische Steinmetze 1980 „in bleibender Dankbarkeit für die Natursteinerschließung“ einen Gedenkstein in der Ortschaft Wolfgangstein in Kremsmünster.